# Еко-пірат: Історія Пола Вотсона
«Еко-пірат: Історія Пола Вотсона» (англ. Eco-Pirate: The Story of Paul Watson) — документальний фільм 2011 року режисера Тріш Долман і продюсера Кевіна Іствуда. Стрічка розповідає про радикального захисника природи Пола Вотсона під час кампаній проти китобійного промислу в Антарктиці у 2009 та 2010 роках та показує його історію та його суперечливі методи як активіста, так і медіаособи. Прем'єра відбулася 1 травня 2011 року на фестивалі документального кіно «Hot Docs».

## Сюжет
Фільм починається, коли Вотсон і члени товариства «Морський пастух» прибувають у Китовий заказник Південного океану на борту RV Farley Mowat в пошуках незаконного китобійного промислу. Вони натикаються на японське китобійне судно «Oriental Bluebird» і попереджають про необхідність покинути територію, але отримують відмову. Під композицію «Політ валькірій» на гучномовці, Farley Mowat наближається та врізається у судно звареним сталевим лезом, яке виступало з корпусу човна Вотсона та «Морського пастуха», демонструючи їхню тактику боротьби.
Потім фільм розповідає про довгу і суперечливу історію Вотсона як активіста, його роль як одного з засновників «Грінпісу», його подальші розбіжності зі співзасновниками та його відокремлення для створення власного товариства охорони «Морський пастух». Використовуючи інтерв'ю з ключовими фігурами екологічного руху, а також кадри новин 1970—2000 років, фільм розповідає про протистояння з різними мисливськими та рибальськими органами за останні 30 років, які сформували методологію Вотсона як активіста.
Протягом фільму Вотсон стикається з проблемами міжнародної правової системи, старінням човнів, недосвідченістю команди, збором коштів і критикою з боку колег і сім'ї.

## Учасники
Фільм містить інтерв'ю з Полом Вотсоном, Россом Вурсторном, Патріком Муром, Мартіном Шином, Алексом Корнеліссеном, Емілі Гантер, Джеффом Воткінсом, Пітером Гаммарстедтом, Карен Сак, Рексом Вейлером, Бобом Гантером, Полом Спонгом, Еллісон Ленс, Лані Лум Вотсон, Крісом Олтманом, Девідом Сузукі, Фарлі Моватом, Пітером Гарретом, Ендрю Дарбі, Джоджі Морішитою, Пабло Саласом, Лойолою Герном, Ентоні Кідісом, Пітом Бетюном і Террі Ірвіном.

## Виробництво
Зйомки тривали протягом семи років в Антарктиці, Північній Америці, Південній Америці, Австралії, Новій Зеландії, а також на Галапагоських островах.
В інтерв'ю журналу «ПОВ» Тріш Долман повідомила, що намагалася отримати свіжі інтерв'ю Вотсона, оскільки він є неперевершеною медіаособою та багато разів розповідав свої історії, особливо про протиборство 1975 року з радянським китобійним флотом і його здобиччю. Вона сказала, що знадобилось певне «підштовхування», щоб отримати яскравий опис, який він дає у фільмі.
Фільм містить епілог з кадрами антарктичної експедиції 2009-10 років «Операція: Вальсуючи з Матильдою», в якому японське китобійне судно MV Shōnan Maru 2 зіткнувся з «Морським пастухом» на MY Ady Gil, знищивши останнього.
Фільм був створений за участю Superchannel, eOne, Telefilm Canada та Документального фонду Роджерса.

## Випуск
Світова прем'єра відбулась 1 травня 2011 року на фестивалі документального кіно «Hot Docs» в Торонто. В кінотеатрах показ розпочався 22 липня 2011 року у культурному центрі Bell Lightbox TIFF у Торонто та у кінотеатрах «П'ята авеню» у Ванкувері.

## Сприйняття

### Критика
Кетрін Монк із «Ванкувер сан» назвала «Еко-пірата» «ретельно продуманий і емоційно гострий портрет канадського злочинця», похваливши режисера Долман за збереження дистанції від своєї тематики: «Вона отримує особистий матеріал, але очевидно, що її не спокусили еко-чари Вотсона».
В «Іксклейм!» Роберт Белл розкритикував цей фільм, назвавши його «розтином канадського хлопчика для биття [який] ніколи не знайде своєї течії чи опори».
Однак Дрю Керр з torontoscreenshots.com назвав фільм «різнобічним зображенням людини», визнаючи зображення «геніальності» та «дивного шарму» Вотсона, похваливши використання інтерв'ю, які є «вкрай критичним» для нього.
Звертаючись до її збалансованого підходу до фільму, Вотсон сказав в інтерв'ю «Джорджия Страйт»: «Це в середині. Тріш намагалась представити той бік, який протистоїть мені та той, який мене підтримує, і я думаю, що вона зробила це».
«Глоуб енд мейл» оцінили фільм як «приємна повна картина сучасного справжнього героя бойовика».

### Номінації та нагороди
| Нагороди та номінації фільму «Еко-пірат: Історія Пола Вотсона» | Нагороди та номінації фільму «Еко-пірат: Історія Пола Вотсона» | Нагороди та номінації фільму «Еко-пірат: Історія Пола Вотсона» | Нагороди та номінації фільму «Еко-пірат: Історія Пола Вотсона» | Нагороди та номінації фільму «Еко-пірат: Історія Пола Вотсона» | Нагороди та номінації фільму «Еко-пірат: Історія Пола Вотсона» |
| Рік                                                            | Кінофестиваль/кінопремія                                       | Категорія/нагорода                                             | Номінант                                                       | Результат                                                      |                                                                |
| -------------------------------------------------------------- | -------------------------------------------------------------- | -------------------------------------------------------------- | -------------------------------------------------------------- | -------------------------------------------------------------- | -------------------------------------------------------------- |
| 2011                                                           | Варшавський міжнародний кінофестиваль                          | Найкращий документальний фільм                                 | Тріш Долман                                                    | Номінація                                                      |                                                                |
| 2011                                                           | Міжнародний кінофестиваль у Рейк'явіку                         | Захист навколишнього середовища                                | Тріш Долман                                                    | Перемога                                                       |                                                                |
| 2012                                                           | Leo Awards                                                     | Найкращий режисер документального фільму або серіалу           | Тріш Долман                                                    | Номінація                                                      |                                                                |
| 2012                                                           | Leo Awards                                                     | Найкращий монтаж документального фільму або серіалу            | Брендан Вуллард                                                | Номінація                                                      |                                                                |
| 2012                                                           | Leo Awards                                                     | Найкраща музика для документального фільму або серіалу         | Майкл Брук                                                     | Номінація                                                      |                                                                |
| 2012                                                           | Leo Awards                                                     | Найкращий повнометражний документальний фільм                  | Кевін Іствуд                                                   | Номінація                                                      |                                                                |